# Bokelrehm
Bokelrehm (niederdeutsch: Bokelreem) ist eine Gemeinde im Kreis Steinburg in Schleswig-Holstein.

## Geografie

### Lage und Ortsteile
Das Gemeindegebiet von Bokelrehm besteht aus den beiden voneinander getrennten Gebieten um das Dorf Bokelrehm und der weiter östlich gelegenen Streusiedlung Kohlenbek.
Sie liegen nah bei einander im Bereich des Naturraums Heide-Itzehoer Geest südlich des Bachlaufs der Iselbek.

### Nachbargemeinden
Umliegende Gemeindegebiete der beiden Ortsteile sind:
- Bokelrehm:

| Besdorf, Holstenniendorf |                                             | Bokhorst   |
|                          | Kompassrose, die auf Nachbargemeinden zeigt | Nienbüttel |
| Gribbohm                 |                                             | Wacken     |

- Kohlenfeld

| Bokhorst   | Siezbüttel                                  | Hadenfeld |
|            | Kompassrose, die auf Nachbargemeinden zeigt |           |
| Nienbüttel |                                             | Agethorst |

## Geschichte
Im Jahre 1538 wurde die Gemeinde erstmals erwähnt.
Bis Anfang Sommer 2014 gab es in der Gemeinde noch eine dörfliche Gastwirtschaft.

## Politik

### Gemeindevertretung
Bei der Kommunalwahl am 14. Mai 2023 wurden insgesamt sieben Sitze vergeben. Diese fielen erneut alle an die Allgemeine Kommunale Wählergemeinschaft Bokelrehm. Die Wahlbeteiligung betrug 71,1 %.

### Wappen
Blasonierung: „Von Gold und Grün schräglinks geteilt. Oben ein schräg gestellter und mit der Spitze in die rechte Oberecke weisender grüner Buchenzweig mit zwei Blättern und einer roten Buchecker an der Spitze, unten ein schräglinker silberner Wellenbalken.“
Die mit zwei Laubblättern besetzte Buchecker symbolisiert den Ortsteil Bokelrehm, dessen Name sich von der Buche herleitet. Der Ortsteil Kohlenbek (tome kolden beke = zum kalten Bach) wird durch den silbernen Wellenbalken dargestellt. Das Gelb als Hintergrundfarbe im Schildhaupt bezieht sich auf den Landschaftsraum Hohenwestedter Geest, in dem sich die Gemeinde befindet. Das Grün versinnbildlicht die Landwirtschaft sowie den Baumbestand in der Gemeinde.

## Wirtschaft und Verkehr
Die Wirtschaft in der Gemeinde ist von der Urproduktion der Landwirtschaft (1 Betrieb) und von dem Veredelungsbetrieb einer Fischräucherei geprägt. Seit 2013 befindet sich im Ortsteil Kohlenbek ein Windpark mit vier Windrädern.
Das Gemeindegebiet wird von der Trasse der Bundesautobahn 23 zwischen den Anschlussstellen Hanerau-Hademarschen (Nr. 6) und Schenefeld (Nr. 7) grob in West-Ost-Richtung gequert. Die Anbindung der beiden Ortsteile erfolgt auf Gemeindestraßen, die beide in den Orten Bokhorst und Siezbüttel von der parallel zur Autobahn verlaufenden Steinburger Kreisstraße 59 abzweigen.